# Leibethra

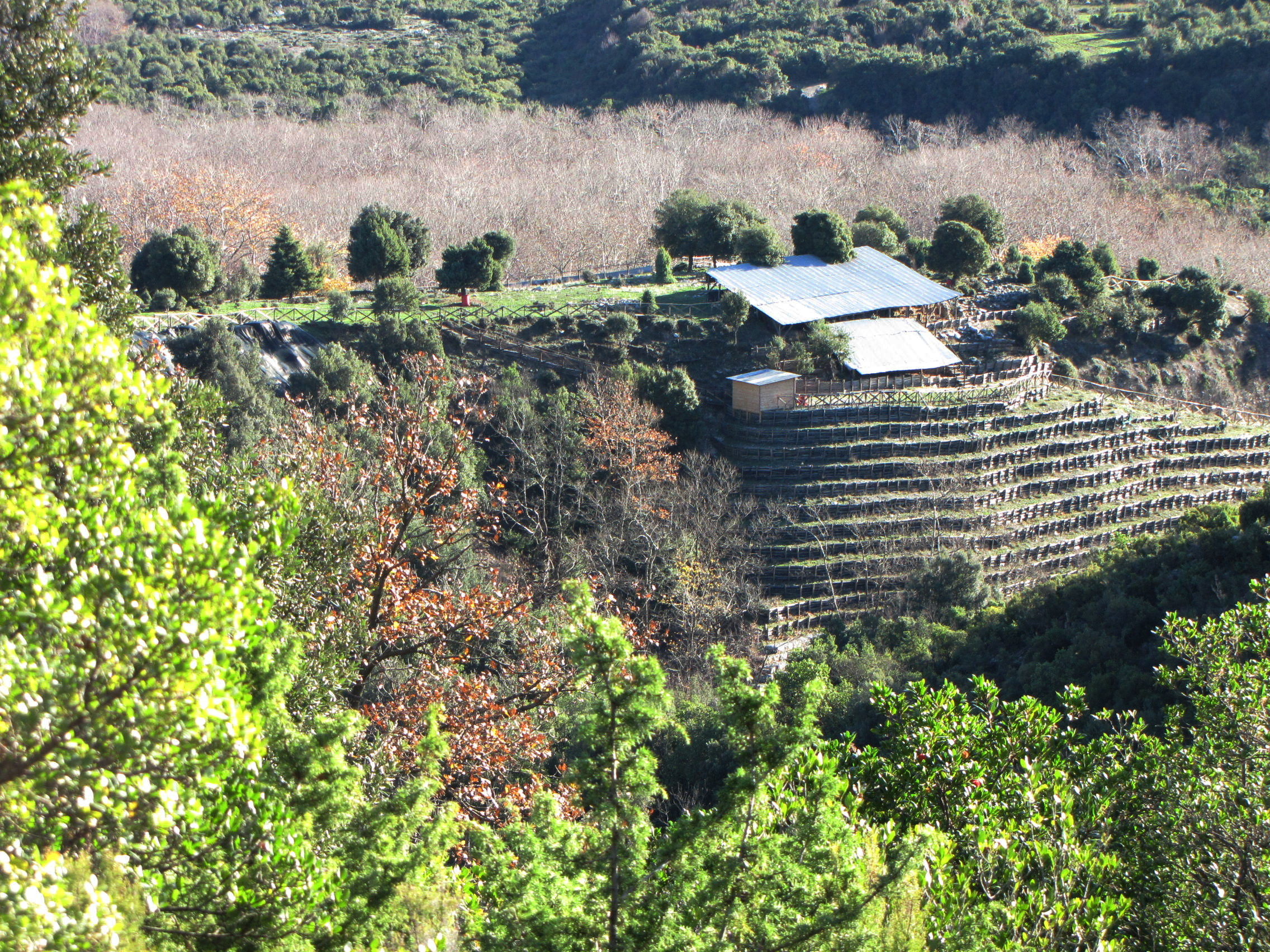
Die Akropolis der Ausgrabungsstätte Leibethra

Leibethra (altgriechisch Λείβηθρα, neugriechisch Λίβηθρα Livithra, auch in der Schreibweise Leivithra) war eine antike makedonische Stadt am Fuß des Berges Olymp, nahe dem heutigen Ort Skotina. Archäologen fanden hier Gräber aus der späten Bronzezeit (13.–12. Jahrhundert v. Chr.) mit reichen Beigaben.
Neben Dion, Makrygialos, Pydna und Louloudies ist Leibethra ein wichtiger Repräsentant für die Geschichte und Archäologie Pierias.

## Lage
Leibethra liegt am östlichen Fuß des Olymp im Süden Zentralmakedoniens. Es ist rund vier Kilometer von der Küste entfernt, liegt zwei Kilometer nördlich der Ortschaft Skotina und 17 Kilometer südlich des antiken Dion. Dem Ort Leibethra werden sowohl die Akropolis, die eine Höhe von 130 m erreicht, als auch die zum Meer hin vorgelagerte Ebene zugeordnet. Die Ausgrabungsstätte umfasst ein Gebiet von 150 ha, wovon 1,5 ha auf die befestigte Akropolis entfallen. Sie wird von den Flüsschen Griva und Kavourolaka eingegrenzt, die in den Fluss Ziliana münden.

## Geschichte

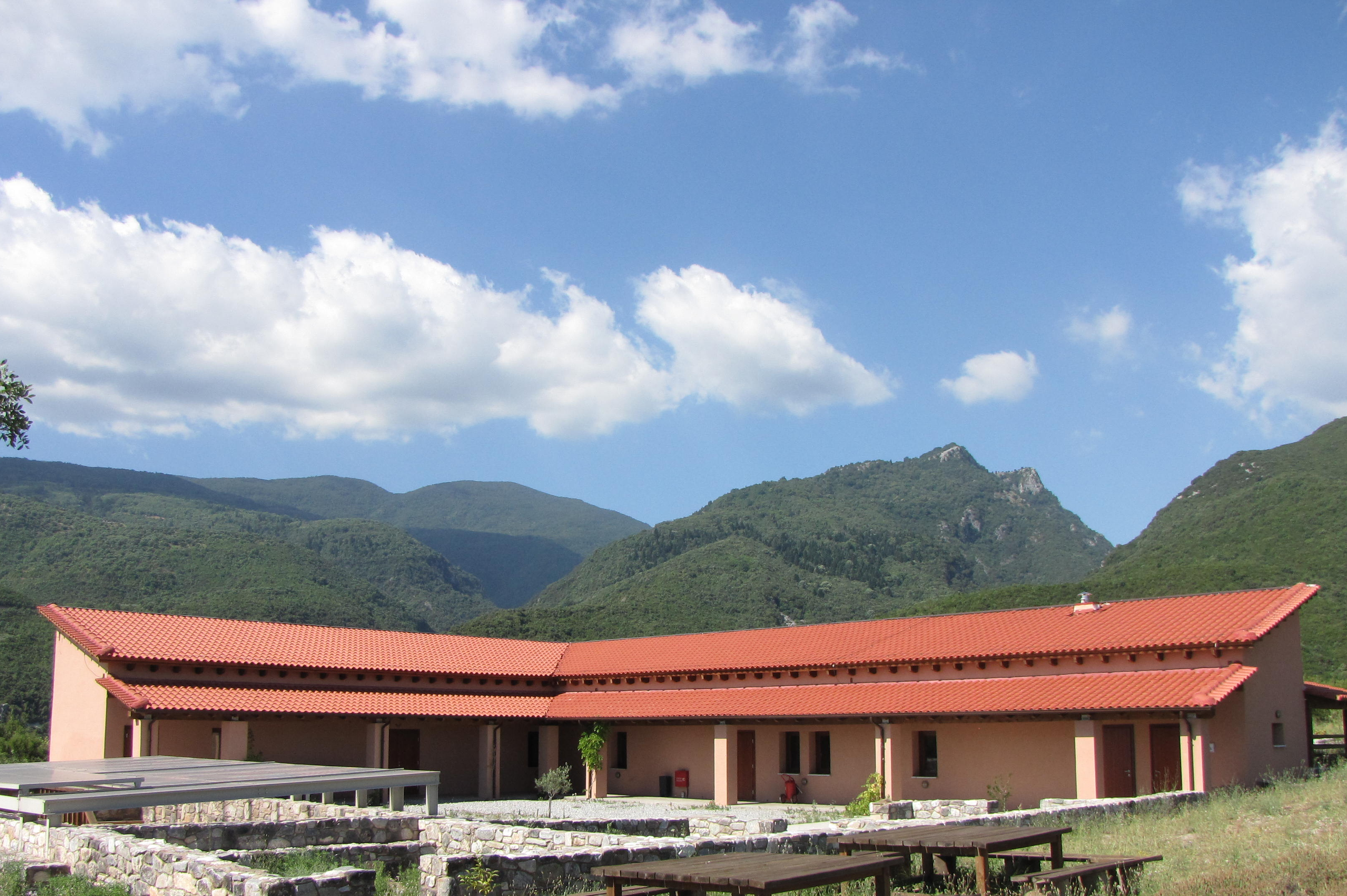
Nachbau des antiken Weinguts

Leibethra bedeutet „Kanäle“ so wie das römische Toponym Canalia. Die bisherigen Ausgrabungen bestätigen, dass die Akropolis vom 8. bis zum 1. Jahrhundert v. Chr. bewohnt war. Die vorgelagerte Ebene war mindestens seit der Bronzezeit besiedelt. Um 169 v. Chr. schlugen Römer ihr Heerlager in der Ebene zwischen Heraklion (heute Platamonas) und Leibethra auf. Aus Thessalien kommend, begannen sie von dort aus ihren Feldzug, der in der Eroberung Makedoniens endete.
Im 19. Jahrhundert hat der Franzose Léon Heuzey die Lage des antiken Leibethra korrekt bestimmt. 1914 erfolgte eine Bestätigung durch seinen Landsmann André Plassart.
Funde aus der Zeit der letzten Besiedlung stammen von den Jahren 100 bis 30 v. Chr. Was letztendlich die Zerstörung der Ansiedlung verursachte, ist noch unklar. Nach letzten Erkenntnissen soll es ein Erdbeben gewesen sein, möglicherweise in Verbindung mit einer anschließenden Überflutung.

## Ausgrabungen

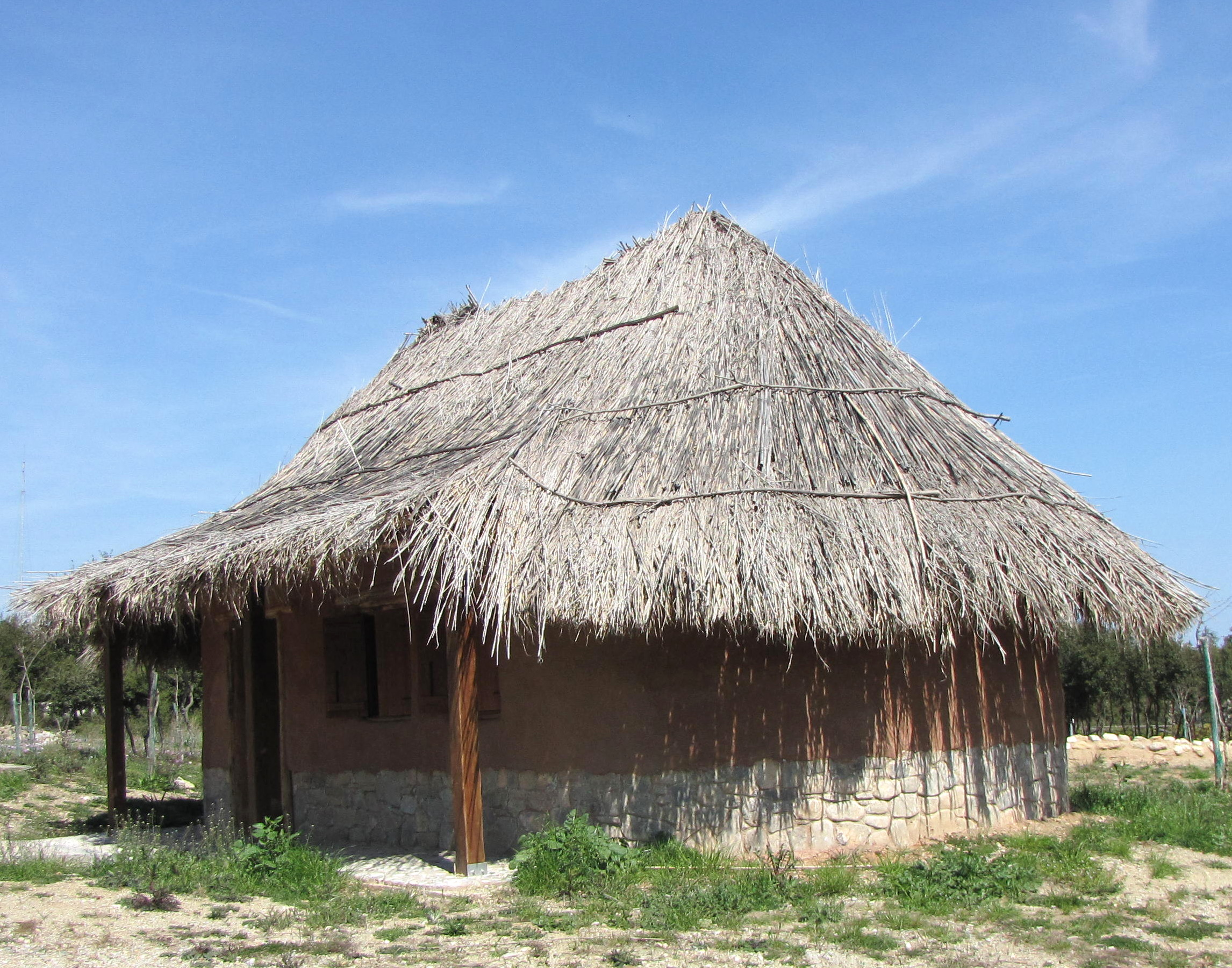
Ovales Gebäude

Auf der Akropolis wurde bisher nur stichprobenartig gegraben. Der weitaus größte Teil ist noch unberührt. Gefunden wurden Silbermünzen vorwiegend makedonischen Ursprungs, aber auch aus anderen Teilen Griechenlands, weiterhin kleinere Tongefäße, große tönerne Lagerbehälter und Fragmente von Metallarbeiten sowie Pfeil- und Speerspitzen. Ein Gewicht aus Blei trägt die Inschrift „ΛΕΙΒΗ“ (LEIBE).
Die Akropolis war von einer Mauer eingefasst. Während die Mauer der Nordseite aus kleineren Steinen besteht, sind an der Südseite große Quader übereinander geschichtet. An der Westseite wurden die Fundamente eines Turms freigelegt. Die Formen anderer Gebäude variieren und sind unregelmäßig an engen Straßen gebaut. Die Fundamente haben eine bemerkenswerte Tiefe und deuten auf eine mehrstöckige Bauweise hin. Die oberen Mauern bestanden aus Ziegelsteinen, die Dächer waren mit Dachziegeln im lakonischen Stil gedeckt. In die Böden der Wohnhäuser waren häufig tönerne Lagergefäße (Pithoi) eingelassen.
Die bisher freigelegten Teile der Akropolis wurden zu deren Schutz abgedeckt, die Grabungsarbeiten ruhen derzeit. Durch mit Steinen gefüllte Gitterkörbe wurde der Hügel teilweise gegen weiteres Abrutschen gesichert.
In der Nachbarschaft (Voulkani, Vakoufika, Alt Leptokarya und Skotina) wurden Gräber aus der mykenischen Zeit und der Eisenzeit entdeckt. Sie enthielten Waffen, Werkzeuge und Tongefäße als Grabbeigaben. Die Funde sind im Archäologischen Museum Dion gelagert.
In der östlich vorgelagerten Ebene wurden die Fundamente eines ehemaligen Weingutes freigelegt. Erbaut in der Mitte des 4. Jahrhunderts v. Chr. wurde es schon kurze Zeit später (Anfang des 3. Jahrhunderts v. Chr.) durch ein Feuer zerstört. Fragmente eines fast 2000 Liter fassenden tönernen Lagerbehälters sind im archäologischen Museum in Thessaloniki ausgestellt.

## Der archäologische Park von Leivithra

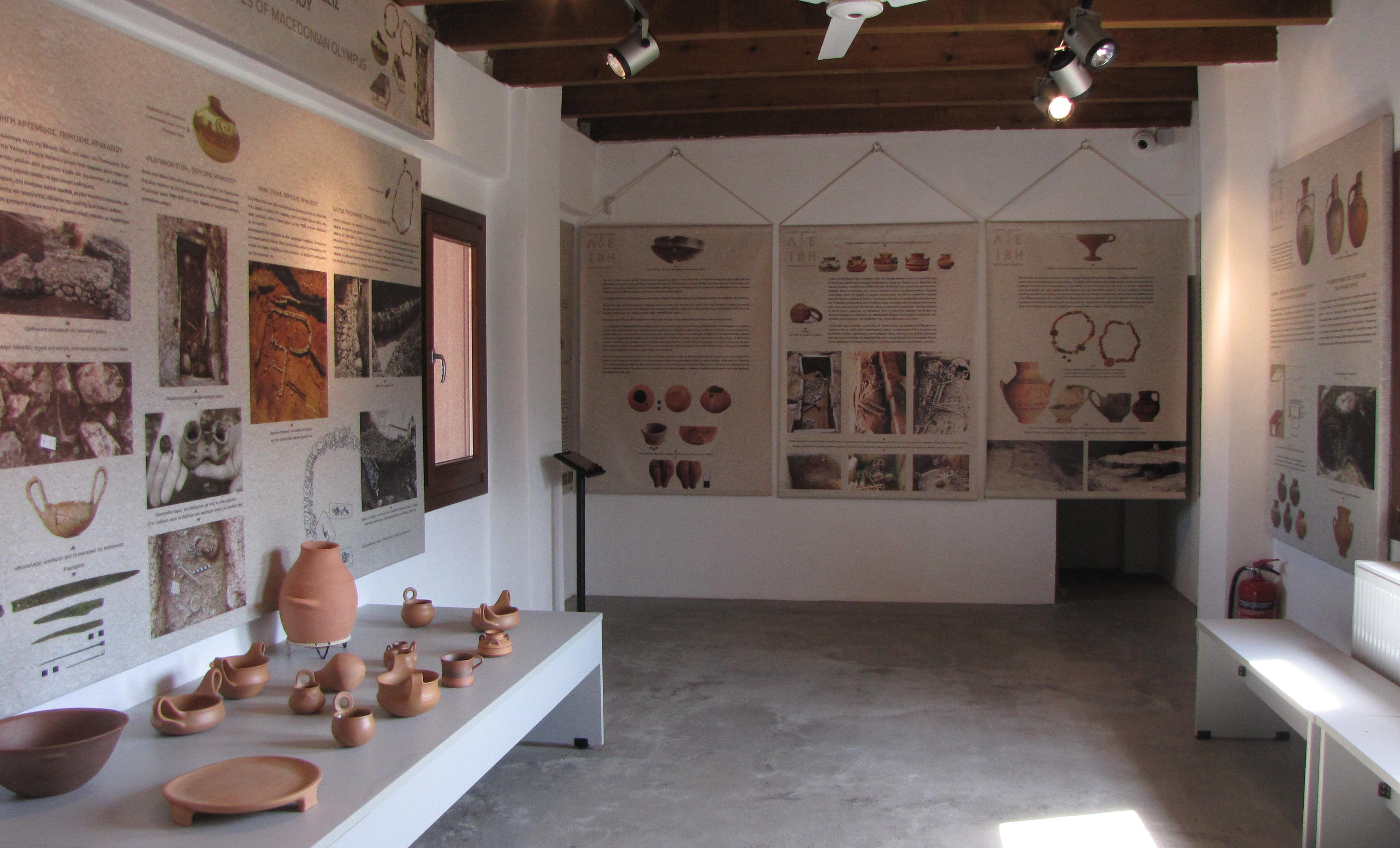
Das Museum im Leivithra-Park

Da der Park neben dem Olymp auch Orpheus gewidmet wurde, sind die Wege des Parks in der Form seines Musikinstrumentes, einer Leier, angelegt.
Der Park gliedert sich in drei Bereiche:
- Bildungs- und Erholungsbereich
- Pflanzen und Mythen
- Wald und Umwelt

Der Rundweg beginnt am Grundriss eines Hauses, das aus der mykenischen Zeit stammt. Es wurde bei Straßenbauarbeiten in der Nähe von Platamonas entdeckt.
Es folgt ein oval geformtes Haus, das in der im 8. Jahrhundert v. Chr. vorherrschenden Bauweise errichtet wurde. Die Abmessungen des Grundrisses wurden einem Haus nachempfunden, das in Krania, am Fuß der Burg von Platamonas, ausgegraben wurde. Die Fundamente bestehen aus Stein, das Grundgerüst aus Holz. Die Wände wurden aus einem Gemisch aus Ton und Stroh gefertigt, in deren äußere Schicht Ziegenhaare eingearbeitet wurden. Das Dach war mit Schilf gedeckt.
Das Hauptgebäude des Parks ist dem antiken Weingut nachempfunden worden, dessen Fundamente in der Ebene von Livithra (Kompoloi) ausgegraben wurden. Innerhalb des Gebäudes ist die Entwicklung der Region von der Jungsteinzeit bis zur Zerstörung des Ortes dargestellt.
An der Westseite wird in vier Pavillons über das Leben und Wirken von Orpheus und den Musen informiert; in direkter Nachbarschaft liegt ein kleines Freilichttheater, das in der Form eines antiken Amphitheaters angelegt wurde. Hinter dem Theater führt eine Treppe zur gegenüberliegenden Ausgrabungsstätte.
Entlang der Wege sind Pflanzen zu sehen, die eine Rolle in der griechischen Mythologie spielen und deren Bedeutung auf Informationstafeln erläutert wird. Am südwestlichen Rand des Parks befindet sich ein kleiner Waldlehrpfad.
In der Webpräsenz des Parks wird die englische Transkription Leivithra verwendet.

### Kulturelle Veranstaltungen
Der archäologische Park von Leivithra ist einer der Spielorte des Olympos-Festivals. Innerhalb und außerhalb des Hauptgebäudes finden Ausstellungen örtlicher Künstler und Vereine statt. Im Theater werden neben klassischen Tragödien und Komödien auch Konzerte und Schauspiele aufgeführt.

## Mythologie
Nach der griechischen Mythologie wurde Orpheus dort begraben, andere Quellen berichten jedoch auch, er sei dort geboren oder habe nur vorübergehend in Leibethra gelebt.
Neben dem Dichter und Musiker Orpheus wird der Ort auch mit den Musen in Verbindung gebracht.
Die Musen lebten in der Nähe von Quellen und waren der Literatur, der Wissenschaft und den schönen Künsten zugetan. Nach Hesiod erfreuten sie Zeus mit ihrem Gesang. Sie sahen in die Vergangenheit, in die Gegenwart und in die Zukunft.
Orpheus, Sohn der Muse Kalliope und des thrakischen Königs Oiagros, wurde in einer Höhle zwischen Pimpleia (in der Nähe des heutigen Litochoro) und Leibethra geboren. Er wurde von aufgebrachten Frauen getötet und in Leibethra beigesetzt. Der Legende nach sollte die Stadt durch ein Wildschwein zerstört werden, sobald seine Gebeine die Sonne erblicken. Ein unvorsichtiger Hirte verschob die Deckplatte von Orpheus’ Grab und die Sonne schien auf Orpheus’ Gebeine. Daraufhin schwoll der Fluss Sys (altgriechischer Name für das Wildschwein, biologischer Name: Sus Scrofa) stark an und eine Flut zerstörte den Ort.
Der Ort ist Namensgeber der Höhle der Libethrischen Nymphen.